# Kensington Security Slot

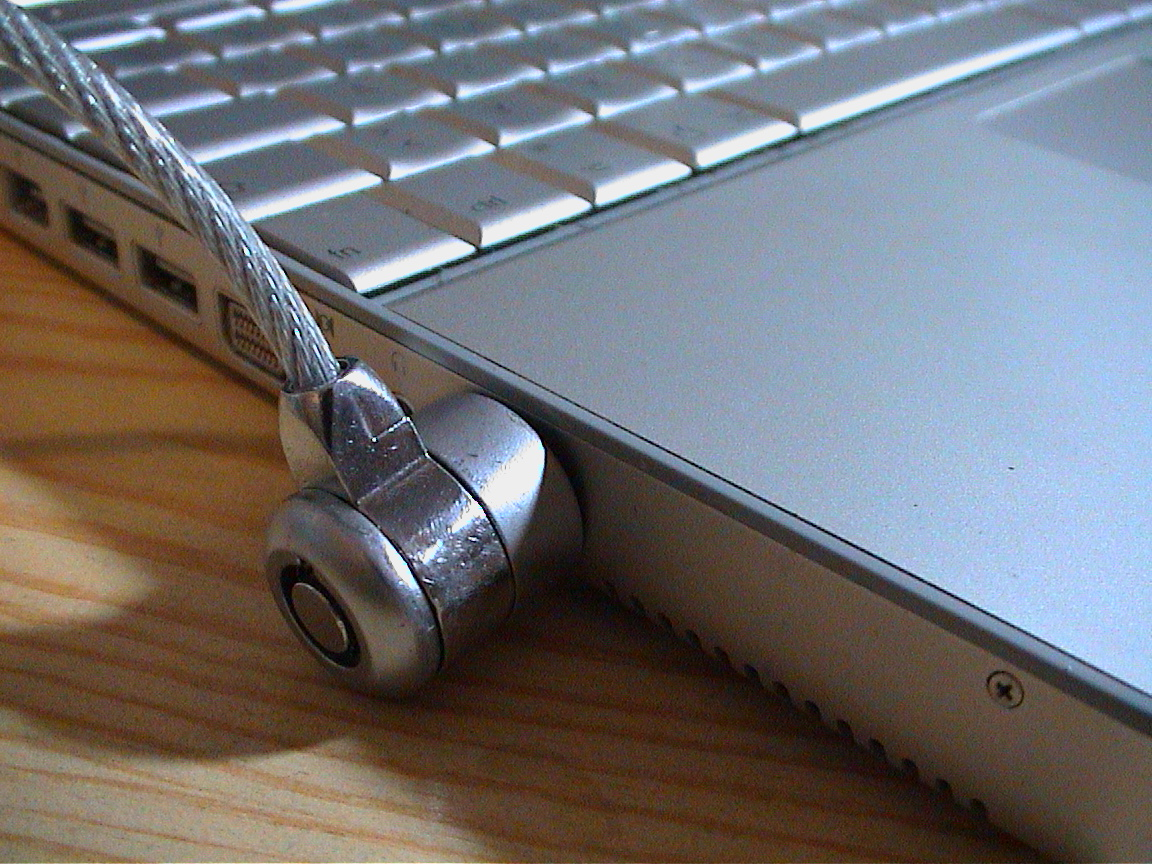
Um cabo de segurança conectado a um Kensington Security Slot na lateral de um Macbook.

A Kensington Security Slot (também chamada de K-Slot, Kensington lock ou trava de segurança para computadores portáteis) é parte de um sistema anti-furto projetado pela Kensington Computer Products Group.